# Vilmos Császár Fizikai Kémiai és Elektrokémiai Intézet
A Vilmos Császár Fizikai Kémiai és Elektrokémiai Intézet (Kaiser-Wilhelm-Institut für physikalische Chemie und Elektrochemie) az 1910. október 11-én alapított Vilmos Császár Társaság egyik első kutatóintézete. 

## Története

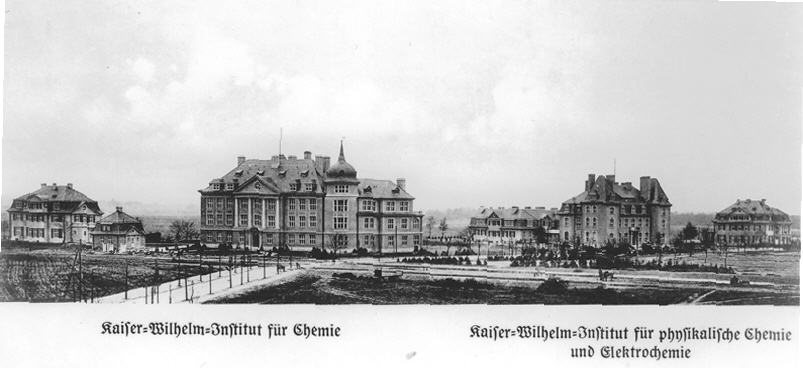
A Vilmos Császár Kémiai Intézet és a Vilmos Császár Fizikai Kémiai és Elektrokémiai Intézet a Thielalle felől. A két épület közötti mellékutca a Faradayweg. Baloldalt Ernst Beckmann, jobboldalt Fritz Haber villája

1912 végén nyitotta meg kapuit, nem sokkal az első két intézet (a fizikai és a kémiai kutatóintézet) átadása – 1912. október 3. – után. Az intézet a negyed főutcája – a Thielalle – és a Faradayweg sarkán állt; átellenben, a Faradayweg másik oldalán emelkedett a nem sokkal korábban elkészült kémiai intézet; hátrébb a Faradaywegen a fizikai. Tovább a Thielallén, az intézet mellett állt első igazgatója, Fritz Haber villája.
Az intézet alapítása a költségvetésnek jóformán egy fillérébe se került (a császár csak a telket adta hozzá); az egészet egy német ipari alapítvány fizette. Gyakorlatilag Haber számára hozták össze egyfajta jutalomként azért, mert sikerült ipari méretekben alkalmazható eljárást kidolgoznia a levegő nitrogénjének ammóniává alakítására – enélkül az addig a chilei salétromra (nátrium-nitrátra) utalt ország háborús időkben képtelen lett volna a földek nitrogén-trágyázására és lőszergyártásra.
Első igazgatója értelemszerűen maga Fritz Haber lett. 
1948-ban a Vilmos Császár Társaságot Max Planck Társasággá szervezték át, és az Intézet jogutódja 1953-ban a Max Planck Társaság Fritz Haber Intézete (Fritz-Haber-Institut der Max-Planck-Gesellschaft) nevet kapta. A háborúban megrongálódott épület helyett eredeti helyétől nem messze, a Van’t-Hoff-Strassén újat építettek; a jogutód intézet ma ebben üzemel.

## Híres kutatói
- Herbert Freundlich,
- James Franck,
- Paul Friedlander,
- Rudolf Ladenburg,
- Polányi Mihály,
- Wigner Jenő,
- Farkas László,
- Hartmut Kallmann,
- Otto Hahn,
- Robert Havemann,
- Karl Friedrich Bonhoeffer,
- Iwan N. Stranski,
- Ernst Ruska,
- Max von Laue,
- Gerhard Borrmann,
- Rudolf Brill,
- Kurt Molière,
- Jochen Block,
- Heinz Gerischer,
- Rolf Hosemann,
- Kurt Ueberreiter,
- Alexander Bradshaw,
- Elmar Zeitler,
- Gerhard Ertl.

## Fordítás
- Ez a szócikk részben vagy egészben  a   Fritz Haber Institute of the Max Planck Society című angol Wikipédia-szócikk ezen változatának fordításán alapul.  Az eredeti cikk szerkesztőit annak laptörténete sorolja fel. Ez a jelzés csupán a megfogalmazás eredetét és a szerzői jogokat jelzi, nem szolgál a cikkben szereplő információk forrásmegjelöléseként.